# Mel Hein
Melvin Jack Hein (Redding, 22 agosto 1909 – 31 gennaio 1992) è stato un giocatore di football americano statunitense che ha giocato nei ruoli di linebacker e centro per tutta la carriera con i New York Giants della National Football League (NFL) senza mai saltare un solo down per infortunio.
È stato il primo e unico giocatore della linea offensiva a vincere il premio di MVP della NFL (1938) vincendo nello stesso anno il titolo coi Giants.
Mel è stato parte della prima classe in assoluto di induzione nella Pro Football Hall of Fame nel 1963. Nel 1969 fu inserito nel ruolo di centro nella formazione ideale dei primi 50 anni della NFL e di nuovo nella formazione ideale del 75º anniversario nel 1994. Nel 1999, a 55 anni dalla sua ultima partita, fu votato al 74º posto nella classifica dei migliori 100 giocatori di tutti i tempi da The Sporting News mentre nella classifica di NFL Network del 2010 è stato classificato al 96º posto.

## Carriera professionistica

### New York Giants
Dopo la carriera nel football collegiale, Hein firmò coi New York Giants con cui giocò 15 stagioni come centro e defensive lineman. Hein fu inserito nella formazione ideale della NFL dal 1933 al 1940. Fu inserito nella Hall of Fame a Canton, Ohio, nell'estate del 1963, nella Washington State University Athletic Hall of Fame nel 1978 e fu il primo membro della nuova Burlington-Edison High School Athletic Hall of Fame nel 2006. Inoltre, è membro della Washington State Sports Hall of Fame e della Inland Empire Sports Hall of Fame. La sua maglia numero 7 è stata ritirata sia dalla squadra della sua università, i WSU Cougars della Pac-10 Conference che dai New York Giants.
Hein vinse il premio di miglior giocatore della NFL nel 1938, al suo ottavo anno nella lega. Coi Giants vinse due campionati: nel 1934, battendo in finale i Chicago Bears 30-13, e nel 1938, battendo in finale i Green Bay Packers per 23-17. Altre cinque volte, Mel e i Giants arrivarono alla finale di campionato, perdendola, nel 1933, 1935, 1939, 1941 e 1944.

## Palmarès
- (2) Campionati NFL (1934, 1938)
- MVP della NFL (1938)
- (8) All-Pro
- Formazione ideale del 75º anniversario della NFL
- Formazione ideale della NFL degli anni 1930
- Numero 7 ritirato dai New York Giants
- Numero 7 ritirato dai Washington State Cougars
- Formazione ideale del 100º anniversario della National Football League
- Pro Football Hall of Fame (classe del 1963)